# Le Chemin de la liberté (film, 2002)
Pour les articles homonymes, voir Le Chemin de la liberté.
Pour plus de détails, voir Fiche technique et Distribution.
Le Chemin de la liberté (Rabbit-Proof Fence) est un film australien réalisé par Phillip Noyce et sorti en 2002.
Il s'agit de l'adaptation du livre Follow the Rabbit-Proof Fence de Doris Pilkington Garimara, où l'autrice raconte l'histoire vraie de l'enfance de sa mère, l'une des victimes des « générations volées ». 

## Synopsis

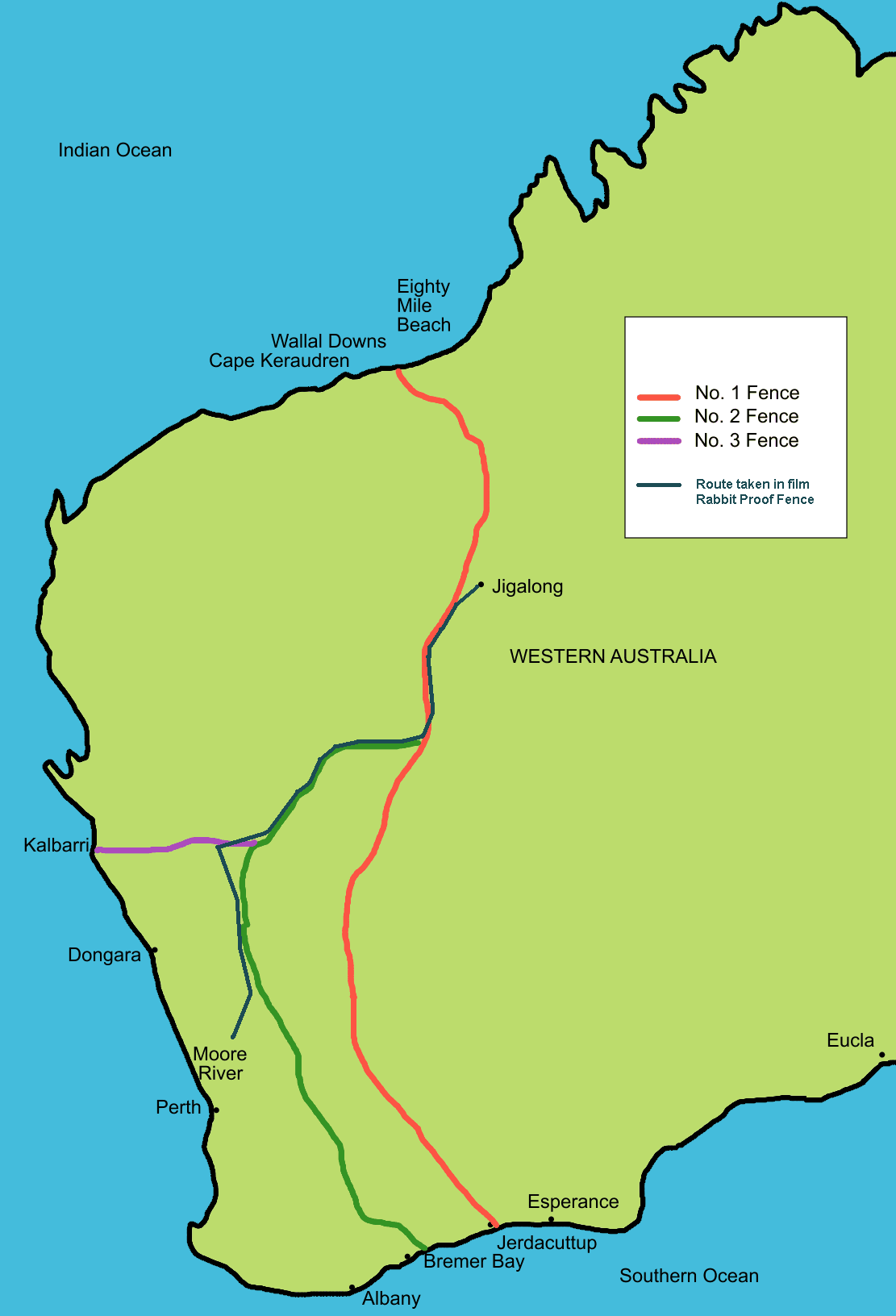
Le trajet des trois fillettes, de Moore River à Jigalong (en noir).

Dans les années 1930, le protecteur en chef des Aborigènes, M. Neville, décide de forcer Molly, jeune fille de 13 ans de mère aborigène et de père blanc, à aller dans un camp d'éducation pour jeunes Aborigènes, ainsi que sa petite sœur de 8 ans, Daisy, et leur cousine Gracie, 10 ans. Elles devront y être formées à devenir des ménagères, au service de riches familles blanches, puis destinées à être plus tard mariées à des Blancs. L'objectif de cette politique est de faire disparaître à terme toute trace de gène aborigène par le métissage.

## Fiche technique
- Titre original : Rabbit-Proof Fence
- Réalisation : Phillip Noyce
- Scénario : Christine Olsen, d'après le livre de Doris Pilkington Garimara
- Musique : Peter Gabriel
- Photographie : Christopher Doyle
- Production : Phillip Noyce, Christine Olsen et John Winter
- Société de distribution : Miramax Films
- Budget : 6 000 000 $ (estimation)
- Pays de production :  Australie
- Langues originales : anglais, martu wangka (langue aborigène)
- Format : couleurs - 35 mm - 2.35 : 1 - DTS / Dolby Digital / SDDS
- Genre : drame
- Durée : 94 minutes
- Dates de sortie :
  - Australie : 4 février 2002
  - Belgique : 16 avril 2003
  - France : 23 avril 2003

## Distribution
- Everlyn Sampi : Molly
- Tianna Sansbury (de) : Daisy
- Laura Mongahan : Gracie

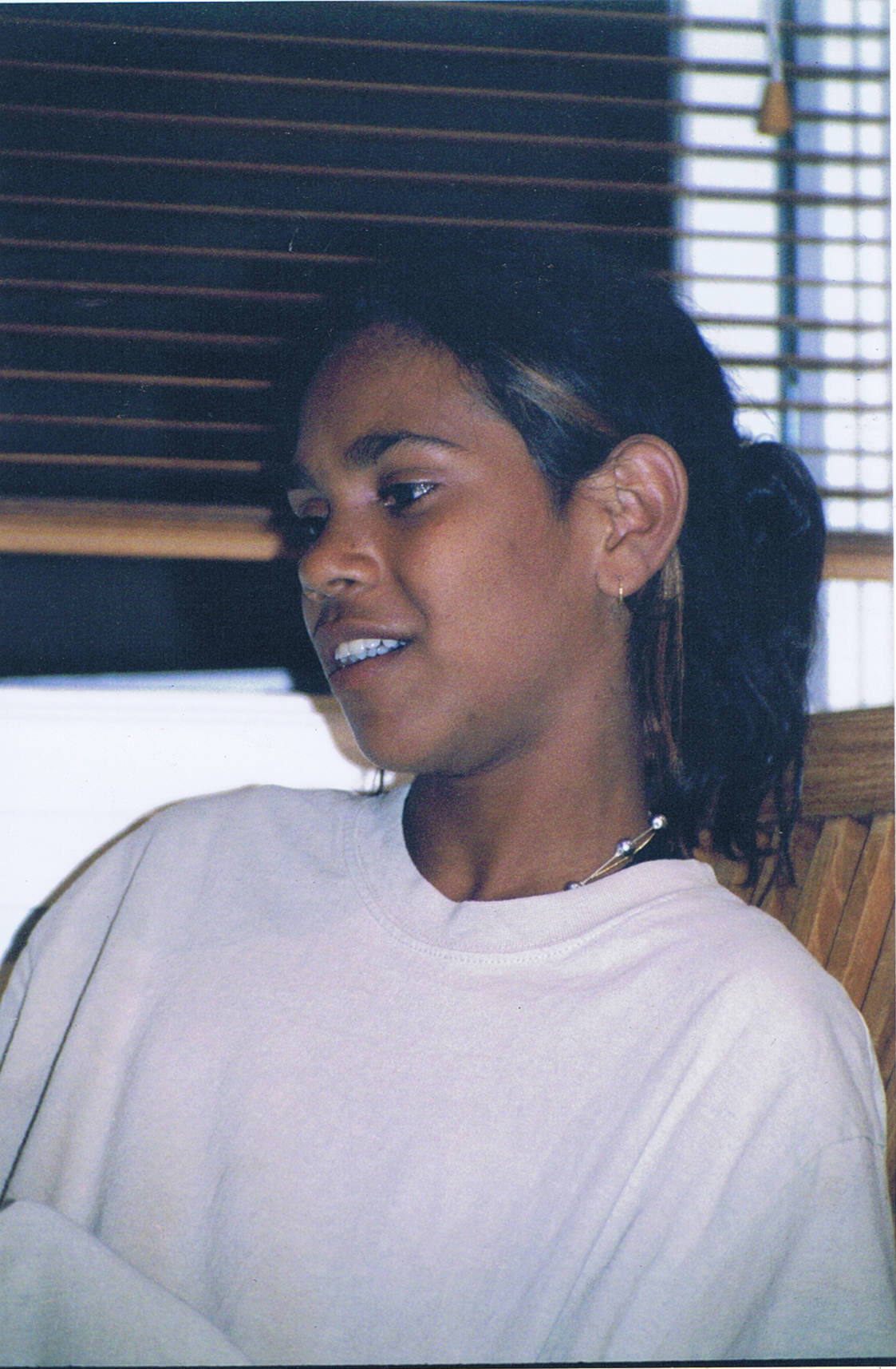
Everlyn Sampi (ici en 2003), actrice principale du film.

- Kenneth Branagh : Auber Octavius Neville
- Ningali Lawford (en) : Maude
- David Gulpilil : Moodoo
- Deborah Mailman : Mavis
- Jason Clarke : Riggs
- Myarn Lawford : la grand-mère de Molly
- Jacques Frantz : voix narrateur de la VF

## Musique
La musique, composée par Peter Gabriel, a donné lieu à un album intitulé Long Walk Home, édité en 2002 sur le label Real World, chez Virgin Records.
Pistes :
1. Jigalong – 4 min 3 s
2. Stealing the Children – 3 min 19 s
3. Unlocking the Door – 1 min 57 s
4. The Tracker – 2 min 47 s
5. Running to the Rain – 3 min 18 s
6. On the Map – 58 s
7. A Sense Of Home - 1 min 59 s
8. Go Away, Mr Evans – 5 min 14 s
9. Moodoo's Secret – 3 min 2 s
10. Gracie's Recapture – 4 min 40 s
11. Crossing the Salt Pan – 5 min 7 s
12. The Return, Parts 1-3 – 11 min 25 s
13. Ngankarrparni [Sky Blue (Reprise)] – 6 min 1 s
14. The Rabbit-Proof Fence – 1 min 8 s
15. Cloudless – 4 min 49 s

## Distinctions
- Ce film fait partie de la Liste du BFI des 50 films à voir avant d'avoir 14 ans établie en 2005 par le British Film Institute.